# سو غيرهارد
سو غيرهارد (بالإنجليزية: Sue Gerhardt)‏ هي كاتِبة وعالمة نفس بريطانية، ولدت في 1953.